# Melanolophia delinquaria
Melanolophia delinquaria är en fjärilsart som beskrevs av Walker 1860. Melanolophia delinquaria ingår i släktet Melanolophia och familjen mätare. Inga underarter finns listade i Catalogue of Life.